# Elysion
Elysion - грецький гурт, який грає готичний метал, з Атен, заснований у 2006.
Учасниками гурту є Крістіана Хаціміхалі (головний вокал), Джонні Зеро (гітара), Ентоні FxF (бас-гітара), Нід (гітара) і Лайтман (барабани).

## Історія

### Silent Scream
Гурт був створений у 2006 році гітаристом Джонні Зеро та вокалісткою Максі Ніл. Перший же демозапис гурту отримав позитивні відгуки в грецькому виданні журналу «Metal Hammer», і був названий в одному з номерів «демо-релізи місяця». До 2008 року музиканти беруть участь у різних музичних фестивалях нарівні з більш відомими метал-виконавцями.
У 2008 році з гурту пішла вокалістка Максі Ніл. Для подальшої роботи над записом дебютного альбому на її місце було запрошено Кристианну  (справжнє ім'я - Крістіана Хаціміхалі (англ. Christiana Hatzimihali)), яка була відома за участю в гурті «Bare Infinity» .
Гурт випустив свій дебютний студійний альбом, Silent Scr3am, 18 грудня 2009 року на лейблі Massacre Records. Він був виготовлений  Марком Адріаном і Тедом Дженсеном.
Альбом  зустріли в основному з середніми позитивними відгуками критиків. Femmetal Online дав альбому високий рейтинг, заявивши, що "пісні на Silent Scream настільки невгамовні і заразні, що мені було важко знайти якийсь недолік цього компакт-диска". Гурт працював з американським інженером Тедом Дженсеном. Німецьке видання Metal Hammer надало альбому середній рейтинг, назвавши його "потенційною сенсацією", хоча треки не були визнані інноваційними.

### Someplace Better
24 січня 2014 року Elysion опублікував свій новий альбом під назвою "Someplace Better", створений Марком Адріаном в студіях ARTemis в Афінах, Греція, Даном Сертою (We Are The Fallen, Ben Moody, Seether) і Девідом Коллінзом (Black Sabbath, Alice Cooper, Mötley Crüe). Густаво Сазес, який вже працював для гуртів, таких як Arch Enemy або Morbid Angel, відповідав за обкладинку. Робота над  альбомом велася протягом чотирьох років.  Реліз був добре оцінений професійними рецензентами.

## Учасники гурту

### Поточний склад
- Ентоні FxF - бас (2006–дотепер)
- Нід - гітара (2006–дотепер)
- Лайтман  - ударні (2006–дотепер)
- Джонні Зеро - гітара, клавішні (2006–дотепер)
- Крістіана Хаціміхалі - вокал (2008–дотепер)

### Колишні учасники
Максі Ніл - вокал  (2008–2008)

## Дискографія

### Альбоми
- Silent Scr3am (2009)
- Someplace Better (2014)[8]
- Bring Out Your Dead (2023)

### E.P.
- Killing My Dreams (2012)[9]

### Демо
- Elysion (2006)

### Нагороди та номінації
| Рік  | Номіновано     | Нагорода                                                | Результат |
| ---- | -------------- | ------------------------------------------------------- | --------- |
| 2006 | Elysion (demo) | Best Demo Record in Metal Hammer magazine               | Номінація |
| 2007 | Elysion        | Best New Act in Fillipos Nakas Award [джерело?]         | Перемога  |
| 2007 | Elysion        | Best Rock Band in Fillipos Nakas Music Award [джерело?] | Перемога  |